# The Emperor's Candlesticks
The Emperor's Candlesticks és una pel·lícula de drama històric estatunidenca del 1937 protagonitzada per William Powell i Luise Rainer i dirigida per George Fitzmaurice. Es basa en la novel·la homònima de 1899 de la Baronessa Orczy. La història segueix les aventures d'espies de bàndols oposats que s'enamoren mentre segueixen els canelobres homònims —i els papers que s'hi amaguen— per tota l'Europa de finals del segle xx.

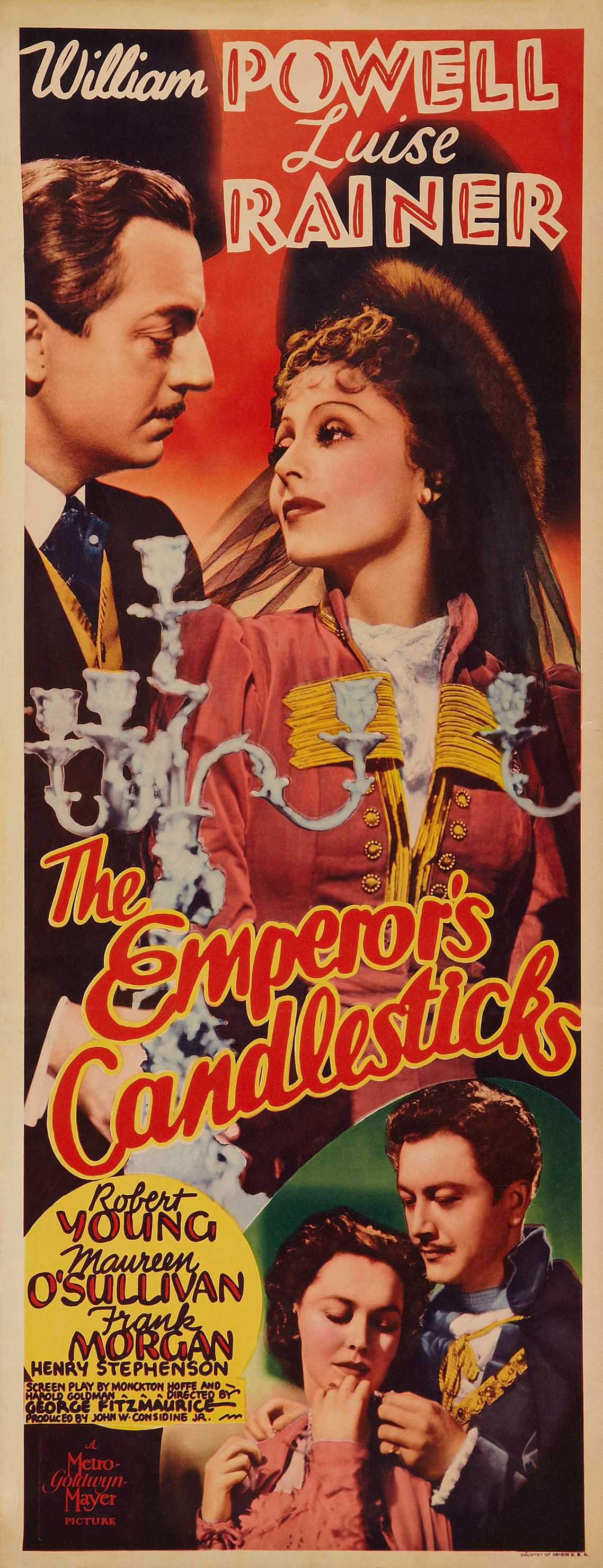
Pòster de la pel·lícula

## Argument
Mentre visita Viena d'incògnit, el gran duc rus Peter (Robert Young) és atret d'un ball de disfresses per la bella Maria (Maureen O'Sullivan), només per fer-lo presoner dels nacionalistes polonesos. En Peter escriu una carta al seu pare, el tsar de Rússia, oferint-lo canviar-lo pel pare de Maria, que ha estat condemnat a ser executat.
Com que les seves peticions anteriors de clemència van ser interceptades i mai van arribar al tsar, els polonesos van encarregar a l'agent secret baró Stephan Wolensky (William Powell) de lliurar la carta. Mentrestant, el coronel Pavloff (Frank Reicher), cap de la policia secreta russa, assigna al seu propi agent, la comtessa Olga Mironova (Luise Rainer), per portar a Rússia documents que incriminen Wolensky com a agent enemic, juntament amb amb una ordre de detenció.
Com que ja va a Sant Petersburg, l'amic de Wolensky, el príncep Johann (Henry Stephenson), li demana que lliuri un parell de canelobres ornamentats a una princesa. Cadascun dels canelobres té un compartiment secret, de manera que el baró col·loca secretament la carta en un. Més tard, quan el príncep John diverteix a la comtessa Mironova mostrant-li la característica inusual dels canelobres, ella posa els seus documents dins de l'altre i persuadeix el príncep perquè li confii la parella. Quan Wolensky rep la notícia, marxa a la seva persecució.
Una complicació sorgeix quan la minyona de Mironova, Mitzi Reisenbach (Bernadene Hayes), i l'amant de Mitzi, Anton (Donald Kirke), li roben les joies i els canelobres. Mentre busquien els canelobres, primer a París i després a Londres, Wolensky i Mironova admeten mútuament que es troben en costats oposats, però això no els impedeix enamorar-se.
Finalment, els canelobres es posen a subhasta. La comtessa fa l'oferta temptadora, però com que només s'admeten diners en efectiu com a pagament, no en té prou per pagar-los. El baró resol el problema oferint-se a unir els seus recursos, cadascú obtenint un canelobre. Wolensky tria el que creu que és el que té la seva carta, però escull la equivocada. Troba i llegeix la seva pròpia ordre de mort. Quan Mironova intenta intercanviar canelobres, Wolensky declina. Aleshores s'ofereix a lliurar els dos conjunts de documents, mentre Wolensky roman fora de Rússia. No confia en ella, però coneixent el preu del seu fracàs, s'ofereix a tornar-li els papers un cop hagi lliurat la carta de Peter amb seguretat.
Mentrestant, els patriotes polonesos es tornen inquiets davant el llarg i inexplicable retard. Korum (Douglas Dumbrille) està a favor de matar en Peter, però Maria convenç als altres que esperen fins que escoltin Wolensky. En Peter escolta i està content. El tsar indulta i allibera el pare de Maria a canvi del seu fill.
A Sant Petersburg, Pavloff arresta Miranova a la seva mansió. Quan Wolensky apareix allà amb els seus documents, els llença a la llar de foc. Pavloff els porta a tots dos davant el tsar. El governant de Rússia allibera amablement la parella amorosa, que decideix casar-se.

## Repartiment
- William Powell com el baró Stephan Wolensky
- Luise Rainer com la comtessa Olga Mironova
- Robert Young com el Gran Duc Peter
- Maureen O'Sullivan com a Maria
- Frank Morgan com el coronel Baron Suroff
- Henry Stephenson com el príncep Johann
- Bernadene Hayes com a Mitzi
- Donald Kirke com a Anton
- Douglas Dumbrille com a Korum
- Charles Waldron com el Dr. Malchor
- Ian Wolfe com a Leon
- Barnett Parker com a Albert
- Frank Reicher com a Pavloff
- Bert Roach com a Porter
- Paul Porcasi com Santuzzi
- I. E. Clive com a subhastador
- Emma Dunn com a mestressa
- Frank Conroy com el coronel Radoff
- Philo McCullough com a Conspirador (sense acreditar)
- Larry Steers com a conspirador (sense acreditar)

## Recepció
Segons els registres de MGM, la pel·lícula va guanyar 733.000 dòlars als EUA i Canadà i 600.000 dòlars en altres mercats, el que va resultar en un benefici de 259.000 dòlars.
Bosley Crowther (denominat B.R.C) va elogiar la pel·lícula a la seva crítica del 9 de juliol de 1937 per a The New York Times: 
| « | “La baronessa Orczy, una de les dones nobles més merescudes de la literatura lleugera, rarament o mai ha gaudit d'un bon tractament de pantalla... els productors han donat vida a una història desgastada d'intriga i espionatge, obrint l'acció de manera brillant i sobtada com un suro de xampany que esclata a un ball de màscares de Viena i portar-lo en un itinerari de capitals mundials que inclou... un Sant Petersburg perfectament encisador, sobre el qual la neu cau de forma gran, suau, flocs txekhovians – i què passa si són flocs de blat de moro? Una deliciosa imatge d'estiu, plena de trobades romàntiques als coberts del tren Continental, les canonades de les locomotores Mitteleuropa, la sorprenent simplicitat a l'antiga de la política europea d'abans de la guerra, sense res més complicat que els documents secrets, compartiments ocults en canelobres de plata, dominó de xarxa negra i orquestres de corda... una imatge per treure la ment del món i del clima. William Powell és magníficament polonès i baronial... La resta de gent té la mateixa raó. Robert Young, com el fill sensible del tsar (que aparentment era difícil en aquells temps amb Polònia) és un triomf del maquillatge i el port gran-ducal; Maureen O'Sullivan, amb l'escorça de l'arbre pentinada dels seus cabells, és encantadora i valerosa com la bellesa polonesa... Frank Morgan... és agradablement Frank Morganish; Henry Stevenson... és esplèndid com el que els soviètics segurament anomenarien un aristòcrata decadent. I la llista continua... (La) història és l'antiga sobre els dos agents secrets que s'enamoren mentre es dediquen a missions que s'entrecreuen, i depèn pels seus efectes de manipulacions argumentals tan estudiades i formals com un ballet, però en aquest cas està narrat amb habilitat i de manera plausible amb una gran quantitat d'embelliments purament cinematogràfics. Un inventari dels seus actius ha d'incloure la producció rica i de bon gust, la delicadesa de la direcció, l’artesania editorial hàbil d'escena a escena i la casualitat i la gràcia d'actuació, tot plegat per fer de "The Emperor’s Candlesticks" una de les sorpreses més agradables de l'estiu.” | » |

## Producció
Segons Jeremy Arnold de TCM: "L'estudi va prodigar grans quantitats de diners i esforços en la pel·lícula, una veritable producció 'A' amb un repartiment formidable i escenografies i vestits sumptuosos... Avui és això. poder estel·lar brillant, donat el tractament MGM complet, que fa que The Emperor's Candlesticks sigui divertida de veure."
El crèdit per les qualitats que van guanyar grans elogis de Bosley Crowther en aquell moment (vegeu més amunt) pertany a: el productor John W. Considine Jr.; director Geo. Fitzmaurice, assistit per Edward Woehler; directors de fotografia Harold Rosson i Oliver T. Marsh (sense acreditar); editor de cinema Conrad A. Nervig; director d'art Cedric Gibbons, assistit per Daniel B. Cathcart i Edwin B. Willis; vestuari d'Adrian; música de Franz Waxman. Els escriptors Harold Goldman, Monckton Hoffe i Herman J. Mankiewicz van treballar a partir de la novel·la de la baronessa Orczy amb diàleg addicional proporcionat per Hugh Mills, John Meehan i Erich von Stroheim
Aquesta va ser la tercera i última pel·lícula protagonitzada per Luise Rainer i William Powell. La primera va ser una comèdia romàntica titulada Escapade (1935). Rainier va guanyar l'Oscar a la millor actriu per la seva interpretació com a Anna Held al costat de Powell. com Florenz Ziegfeld a The Great Ziegfeld (1936).